# San José de Cúcunta
Cúcuta [, San José de] là một khu tự quản thuộc tỉnh Norte de Santander, Colombia. Thủ phủ của khu tự quản Cúcuta [, San José de] đóng tại Cúcuta Khu tự quản Cúcuta [, San José de] có diện tích 1142 ki lô mét vuông. Đến thời điểm ngày 28 tháng 5 năm 2005, khu tự quản Cúcuta [, San José de] có dân số 482490 người.